# Anacoreta

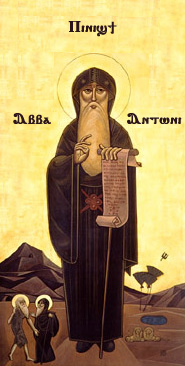
Sant Antoni Abat anacoreta

Un anacoreta (paraula procedent del llatí medieval «anachorēta», i aquest del terme grec "ἀνα-χωρέω", que significa "retirar-se") és una persona que viu en un lloc solitari, entregat completament a la contemplació i a la penitència, aïllada de la comunitat. Creuen que apartant-se de la societat humana, compleixen millor el manament cristià de no ser part del món.
| «            | "Si fóssiu del món, el món us estimaria; però perquè no sou del món, sinó que jo us he escollit del món, per això el món us odia". | » |
| — Joan 15:19 | |   |

Els anacoretes són un tipus d'ermitans que han fet un vot per viure en soledat, han de passar per un ritu de consagració i tenen més autonomia. Aquesta forma de vida monàstica originà, al segle iii, a l'eremitisme i al cenobitisme, si bé ambdues formes van coexistir durant tota l'edat mitjana.
El segle iv milers de persones, plenes de fervor religiós, abandonaren les seves pertinences, famílies i estil de vida, per viure aïllades als deserts de la Tebaida a Egipte.
A Catalunya, va aparèixer al segle x, al voltant del monestir de Sant Miquel de Cuixà, un nucli eremita amb Pere Orsèol, Sant Romuald de Ravenna i Marí. A partir dels segles xi i xii el moviment va cobrar importància, com ho demostra la presència de nombrosos anacoretes a les muntanyes de Prades, a la serra de Montsant i a la serra de Llena.

## Eremitisme
L'eremitisme és el moviment de manifestació espiritual on les dones trobaren un primer camí de participació en l'església cristiana. Els seus orígens cal cercar-los en la tradició del desert com lloc i manera de cercar, apropar-se al transcendent a través de la fugida, el rebuig, el silenci, cercant l'aïllament de l'entorn i intentant aconseguir una sublimació espiritual. Aquest moviment de crida al desert, de vida ascètica i de solitud, és conegut com el dels Pares i Mares del desert. El trobem testimoniat al segle iii tot i que potser abans en terres de l'Alt Egipte, Palestina, Síria i la Capadòcia. En tenim detalls directes escrits per Egèria al text on descriu el seu viatge -Pelegrinatge a Terra Santa-, datat vers l'any 380.
| «          | La tradició reconeix com a primers ermitans Pau de Tebes, Antoni d'Egipte i Maria Egipcíaca. Vers l'any 270, l'abat Antoni en fou orientador i guia. L'historiador C. H. Lauwrence comenta que a l'oest del delta del Nil i al desert, eren espais poblats per colònies d'eremites que vivien en centenars de coves individuals. A cada grup se'l denominava laura, camí, o passatge. Egèria ho descriu amb aquestes paraules: “en un petit altiplà, prop del santuari no hi havia altra cosa que innombrables ermites d'homes i dones. Vaig trobar allà una dona molt amiga meva, de la qual tothom, a Orient donava testimoniatge, una santa diaconessa de nom Martana, que jo havia conegut a Jerusalem, quan ella hi pujà per pregar; ella dirigia monestirs d'apotactites i verges | » |
| — Egèria , | |   |

A Europa, el bosc va prendre la mateixa significació que el desert oriental. L'ideal de vida ascètica seguiren inspirant a individus i grups. A Europa s'estengué ben aviat. A França sorgiren grups eremítics en el País del Loira i d'Aquitània; al sud-est, a la Provença i a la vall del Roine. Ben aviat naixeria una comunitat més estable, plenament cenobítica i organitzada, provinent de primitius assentaments d'eremites, com ara el convent femení fundat per Cesari d'Arles, o la fundació de santa Radegunda de Poitiers.
A Catalunya les zones eremítiques se situaren al Pirineu: Vall d'Aran, Ribagorça i Pallars, amb eremitoris lligats a monestirs benedictins com Lavaix o ermites devotes o votatives; al voltant del Cadí, amb ermites a redós de l'antic cenobi de Sant Sadurní de Tavèrnoles; al sud del Cadí i al Solsonès. I més tard a zones del Montsec, al Montsant, a Vallclara, a la Segarra i Pla de Lleida. No es coneix el nombre d'ermites de deodades o devotes que d'alguna manera estaven a recer de l'orde benedictí. Entre els segles IX i XI quasi no hi ha monestirs de dones, comptant-ne tan sols 10 entre els anys 895 i 1328. Per contra, des del 785 a 1347, hi ha 114 monestirs d'homes. És sobretot a la zona de la Catalunya Nova —valls del Riucorb, a la Segarra— que l'eremitisme de tipus contemplatiu donarà lloc més tard a tota una xarxa de monestirs cistercencs femenins: Vallbona, Vallsanta, Tallat, la Bovera. Un fet però que es dona també en altres zones, com és el cas del monestir de Valldonzella (Collserola) i el de Valldaura (Berguedà).
Serà doncs l'orde del Cister el que cercarà sortides conduïdes de l'eremitisme. A Catalunya en tenim una bona mostra, al llarg del segle xiii. Als ja esmentats se li afegeixen: Santa Maria de Valldemaria (Maçanet de la Selva), Sant Feliu de Cadins (Cabanes), Santa Maria de Vallverd (Tragó de la Noguera), Santa Maria d'Eula (Millars, Rosselló), Santa Maria de Pedregal (Talladell, Urgell), Santa Maria de les Franqueses (Balaguer), Sant Hilari de Lleida, Bon Repòs (Morera del Montsant), Santa Magdalena de Montbenet i Sant Joan (Berga), Santa Maria de Manresa i Santa Susanna de Mercadal (Girona). En la majoria d'aquestes fundacions intervingueren, en el moment d'afiliar-se a l'Orde del Cister, dones de la noblesa com Berenguera de Cervera, Gerlada de Portella, Elionor, comtessa d'Urgell, entre d'altres.